# Riverview Plaza
Riverview Plaza, também conhecido como Wuhan Tiandi A1, é um arranha-céu em construção na cidade Wuhan, China, com 436 metros (1 430 pés). Ao ser completado em 2020 tornar-se-á o sétimo edifício mais alto do mundo.